# آرک سیستم
آرک سیستم (انگلیسی: Arc System) شرکت بازی ویدئویی ژاپنی است، که در سال ۱۹۸۸ تأسیس شد.